# Bokito (Kameroen)
Bokito is een plaats in Kameroen.  Het ligt in het departement Mbam-et-Inoubou, in de provincie Centre.

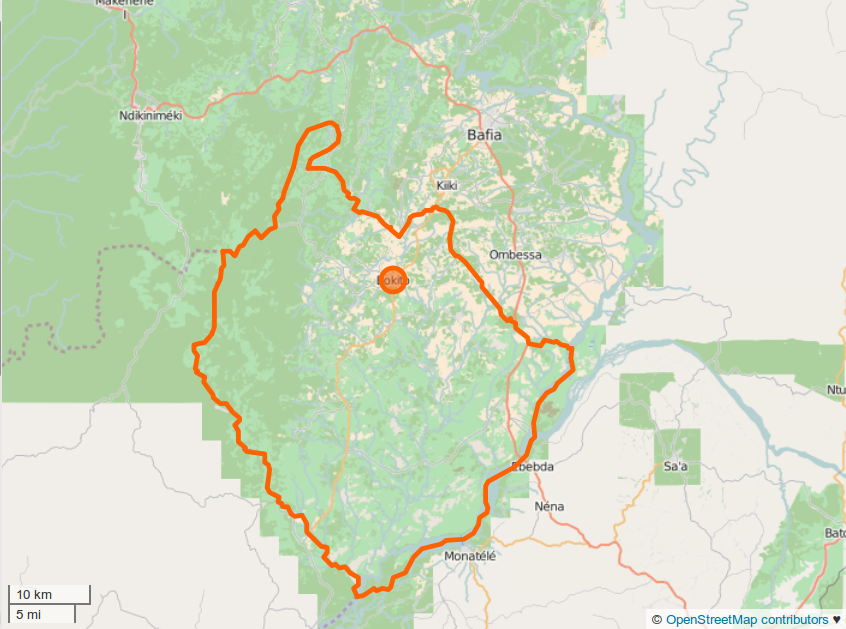
Kaart van de gemeente